# Рафал Кобиляш
Рафал Кобиляш (пол. Rafał Kobylarz, нар. 11 листопада 1988, Польща) — відомий польський стронгмен. Найвище досягнення - перемога у змаганні Найсильніша Людина Польщі. Силовими вправами почав займатися у 2004 році. Брав участь у змаганні за право володіти Кубком Польщі зі стронґмену однак пройшовши перший захід в місті Бартошице відмовився від участі через ушкодження.
Нині мешкає в місті Забже.

## Власні скутки
- Присідання - 353 кг
- Вивага лежачи - 220 кг
- Мертве зведення - 423 кг